# Como, Wisconsin
Como är en ort i Walworth County i delstaten Wisconsin, USA.